# Williard Rice
Williard Rice, född 21 april 1895 i Newtonville, död 21 juli 1967 i Weston, var en amerikansk ishockeyspelare. Han blev olympisk silvermedaljör i Chamonix 1924.

## Meriter
- OS-silver 1924